# Canal de la Bruche
Le canal de la Bruche est un canal dans l'est de la France, en Alsace, qui reliait initialement Soultz-les-Bains, près de Molsheim à Strasbourg. Sa construction commence en 1682 sous la direction de Vauban, afin de transporter du grès rouge et jaune ainsi que de la chaux depuis les carrières royales de Wolxheim afin d'ériger les Fortifications de Strasbourg. Sa dernière utilisation commerciale remonte remonte à 1939 et le canal a été officiellement clos en 1957, après qu'un pont endommagé durant la Seconde Guerre mondiale a été reconstruit d'une façon empêchant la navigation,,.
Le canal est long de 20 kilomètres et dispose de 11 écluses, pour un dénivelé total de presque 30 mètres. Il est essentiellement parallèle à la rivière de la Bruche, dont il tire son nom et son alimentation à la confluence de la Bruche et de la Mossig à Wolxheim. Une seconde source d'alimentation se retrouve plus en aval, à Kolbsheim. Le canal rejoint l'Ill à Strasbourg, dans le quartier de la Montagne Verte, en aval de la confluence de la Bruche et de l'Ill,.
Jusqu'à sa fermeture à la navigation, l'Ill permettait de poursuivre la navigation vers le centre de la ville, puis le Rhin et après leurs creusements, vers le Canal de la Marne au Rhin et le Canal du Rhône au Rhin.
Bien qu'il ne soit plus navigable, le canal reste alimenté en eau et est désormais géré par le Conseil départemental du Bas-Rhin (aujourd'hui fusionné dans la Collectivité européenne d'Alsace). Ses berges ont été reconverties en piste cyclable, intégrées au 3 900 kilomètres de l'EuroVelo 5, qui relie Londres à Brindisi,.

## Galerie

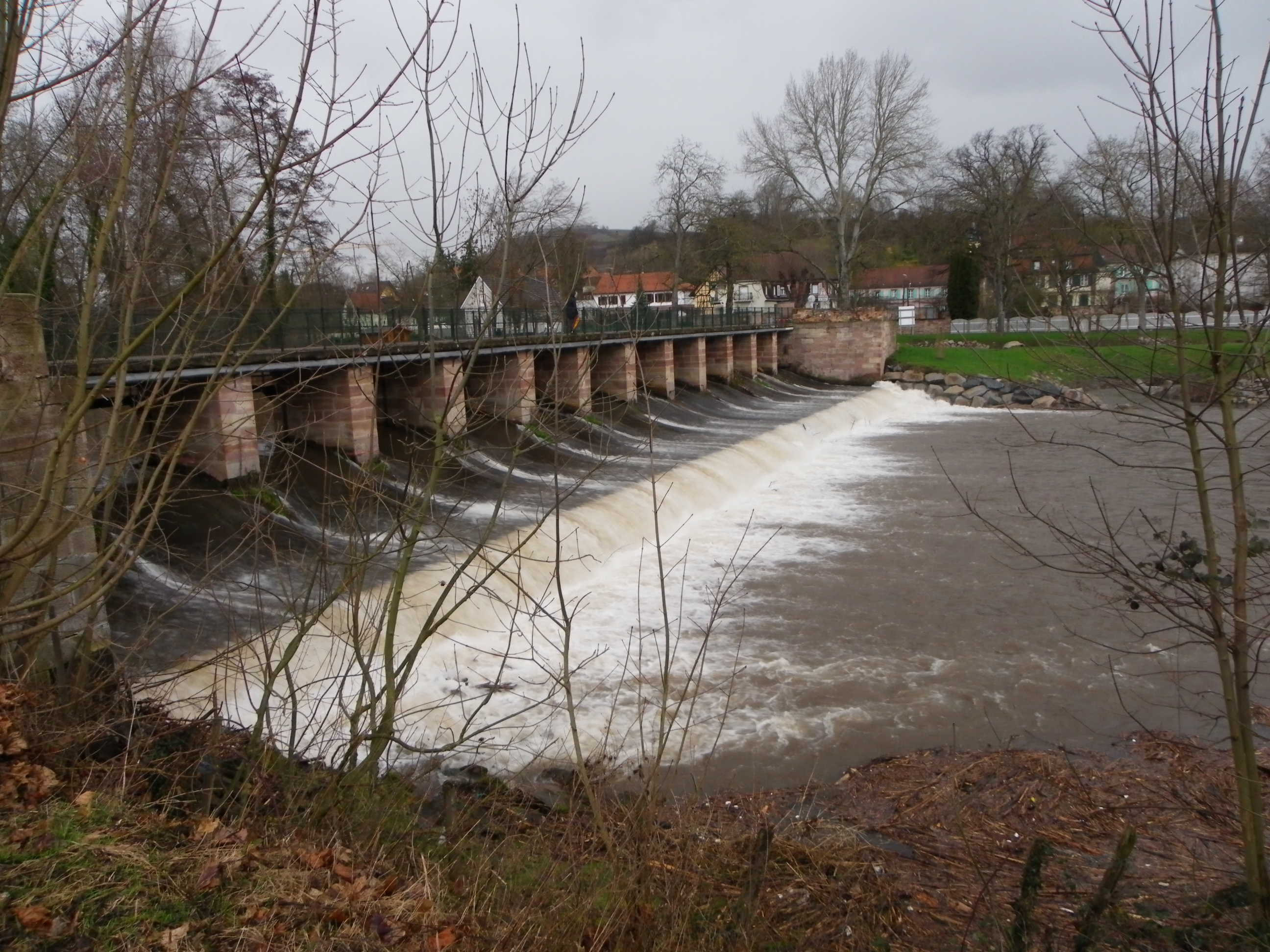
Le barrage sur la Bruche qui alimente le canal
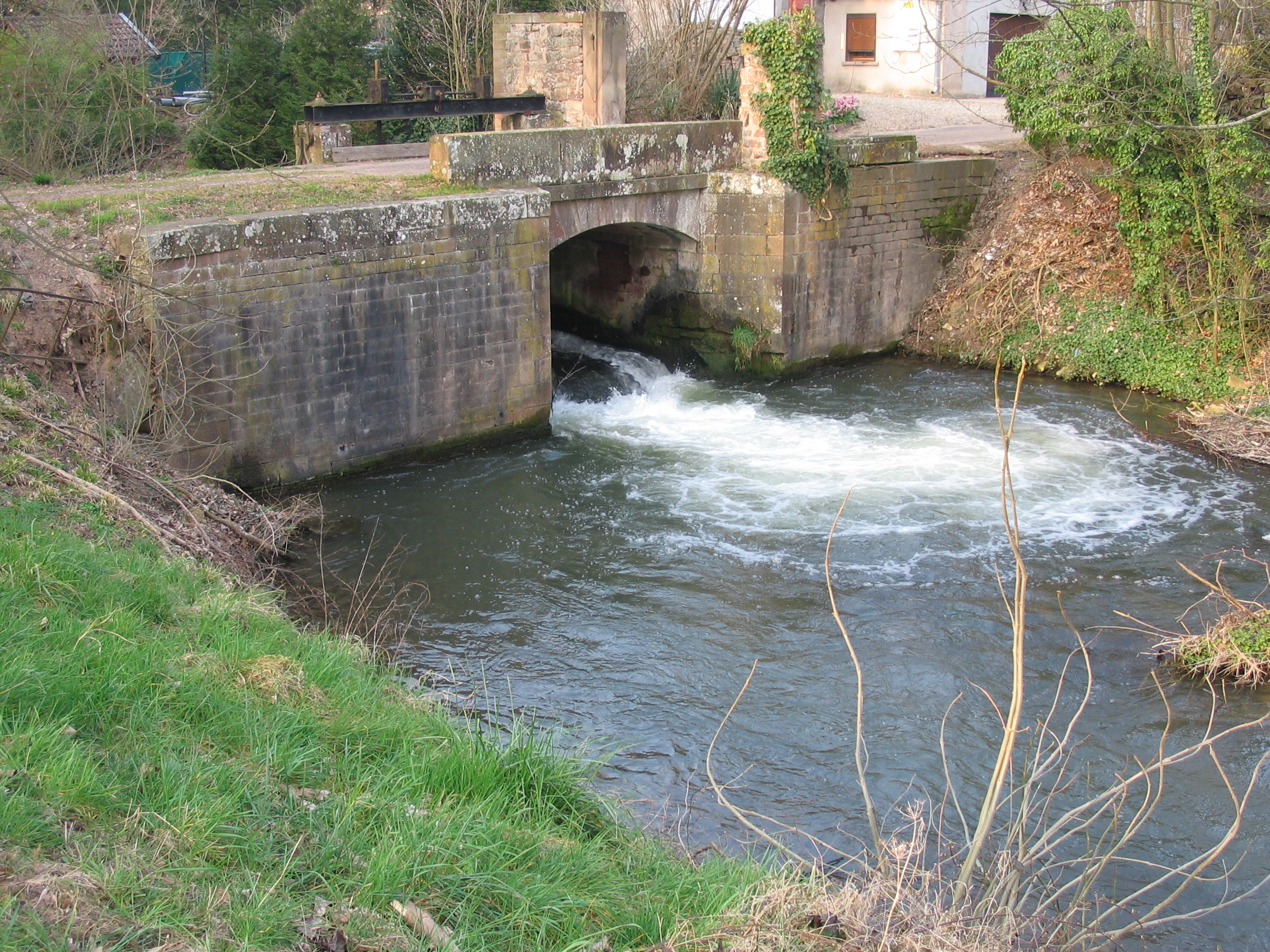
Le début du canal
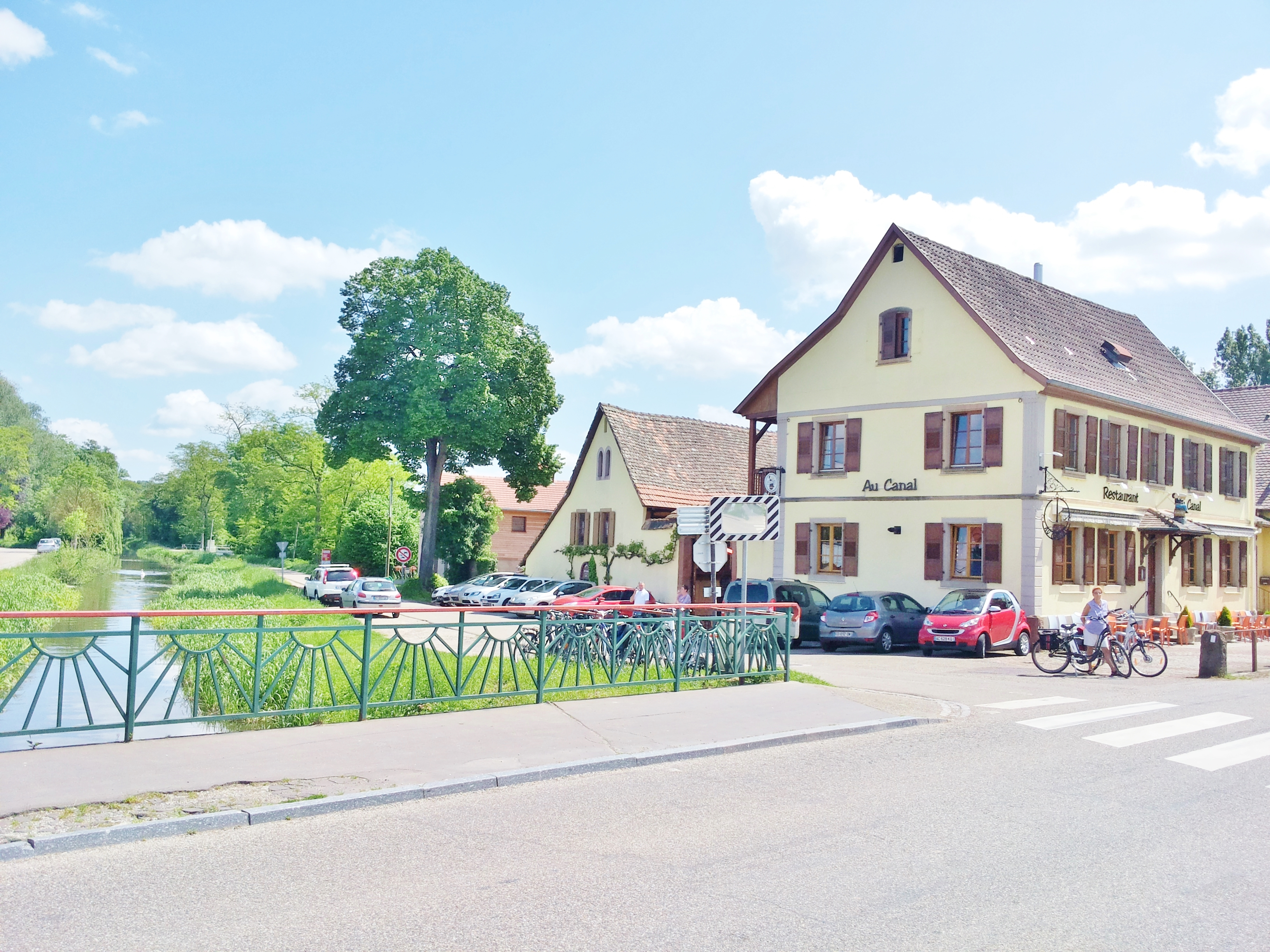
Le canal et un restaurant
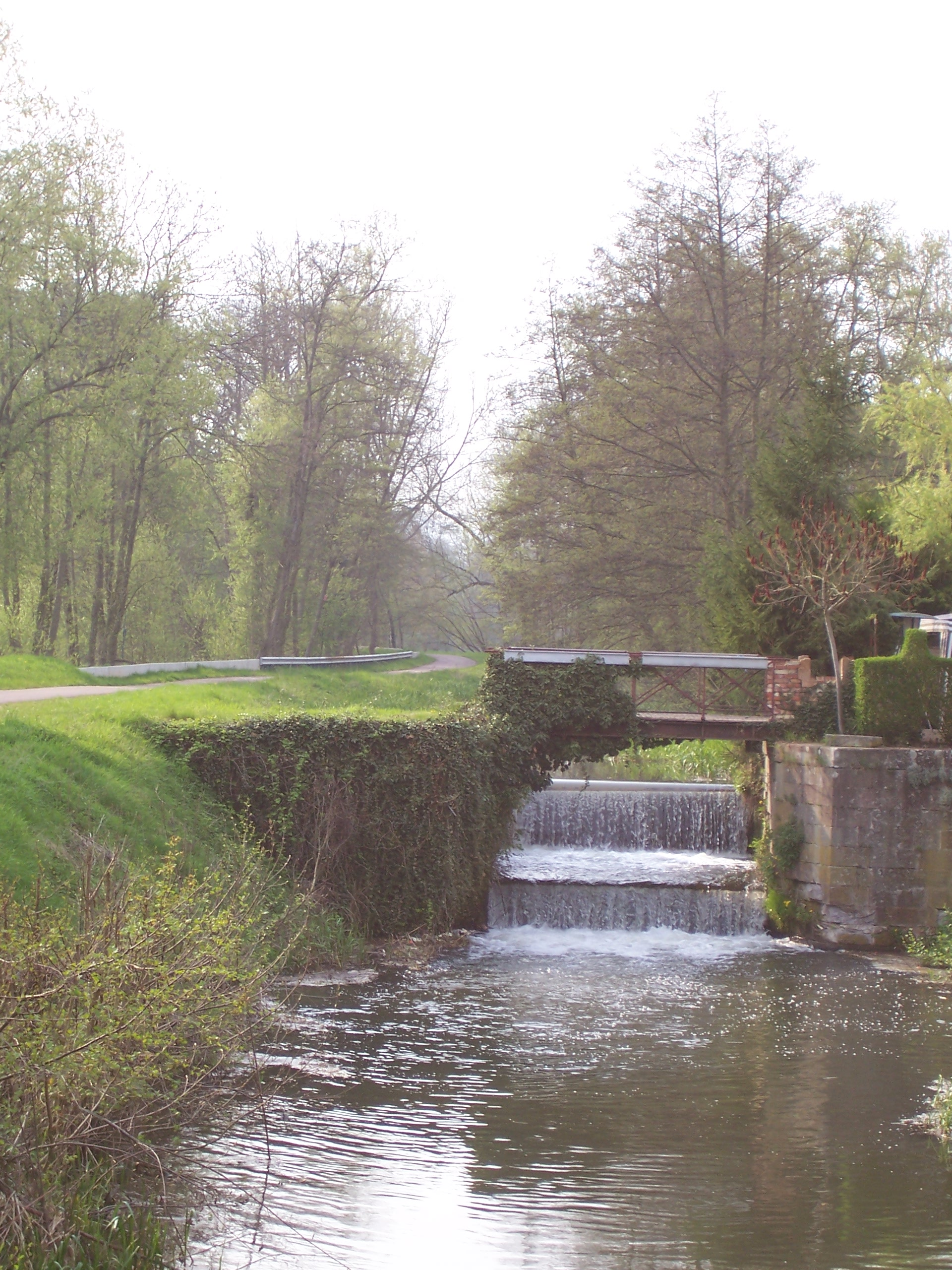
Une écluse désaffectée sur le canal